# 분 (우내사)
분(賁, ? ~ ?)은 전한 중기의 관료이다. ‘분’은 이름자로, 성씨는 알려져 있지 않다.

## 행적
원삭 4년(기원전 125), 우내사에 임명되었다.

## 출전
- 반고, 《한서》 권19하 백관공경표(百官公卿表) 下

| 전임 반계 | 전한의 우내사 기원전 125년 ~ 기원전 124년? | 후임 급암 |